# Charcots anden ekspedition 1908–10
Charcots anden antarktisekspedition var en fransk ekspedition til Antarktis mellem 1908 og 1910 ledet af den franske læge og opdagelsesrejsende Jean-Baptiste Charcot. Ekspeditionen udforskede Bellingshausenhavet og opdagede flere øer og steder på vestsiden af Den antarktiske halvø fra ekspeditionsskibet "Pourquoi-Pas?".

## Baggrund og forberedelser
Jean-Baptiste Charcot ledede i perioden 1903–1905 en ekspedition som kortlagde vestkysten af Den antarktiske halvø syd over til Adelaide Island. Han havde finansieret størstedelen af ekspeditionen med sin egen formue, men for sin anden ekspedition havde han modtaget en garanti på 600.000 franc fra franske myndigheder.

### Ekspeditionsskib
Ekspeditionsskibet "Pourquoi-Pas?" (Hvorfor ikke?) var en tremastet bark, bygget 1907 i St Malo af François Gautier.

### Personel
Ekspeditionen bestod af en gruppe på otte videnskabsmænd samt en skibsbesætning på 22 mand. Ud over lederen, bakteriologen Charcot, bestod den videnskabelige stab af Maurice Bongrain som næstkommanderende med ansvar for astronomi, hydrografi og seismologi, marineofficer Jules Rouch (meteorologi og oceanografi), marineofficer René-E. Godfroy, Dr. Ernest Gourdon (geologi og glaciologi), Charcots nevø Dr. Jacques Liouville (medicin og zoologi), Louis Gain (zoologi og botanik) og A. Senouque (magnetisme og fotografering). Ernest Cholet, som havde ført "Français" på den forrige ekspedition, førte ekspeditionsskibet "Pourquoi-Pas?".

## Ekspedition
"Pourquoi-Pas?" afsejlede fra Le Havre den 15. august 1908, og ankom til Punta Arenas i Chile fire måneder senere den 16. december 1908. Charcot, som var blevet skilt fra sin første kone efter den forrige ekspedition, havde nu sin nye kone Meg med sig på rejsen til Punta Arenas.
På rejsen videre syd over anløb "Pourquoi-Pas?" Deception Island i øgruppen Sydshetlands-øerne. Der blev forsyninger efterfylt ved hvalfangststationen i Whalers Bay. En hvalfanger havde fået koldbrand i en hånd, og Charcot reddede hans liv ved at amputere hånden.
"Pourquoi-Pas?" sejlede videre syd over den 26. december, og de videreførte undersøgelserne på vestsiden af Antarktishalvøen. Denne gangen havde de medbragt en jernbeslået motorbåd, som viste sig at være meget nyttig i kortlægningen. De sejlede syd over til Adelaide Island og Alexander Island og opdagede Fallières Coast og Marguerite Bay (navngivet efter hans kone).
Vinteren 1909 overvintrede ekspeditionen på Petermann Island, hvor de opførte flere hytter og opsatte en mindeplakette i Port Circumcision. Mod slutningen af vinteren sejlede de tilbage til Deception Island for at påfylde kul. En dykker fra et af hvalkogerierne undersøkte "Pourquoi-Pas?"s skadede skrog, og advarede Charcot mod at sejle syd over igen. Charcot tog imidlertid ikke hensyn til dette råd og sejlede igen syd over for videre udforskning. Den 11. januar 1910 ved 70°S 76°V gjorde han den opdagelse, han senere værdsatte højest – et uudforsket landområde, han kaldte Charcot Land, som senere viste sig at være en ø – Charcot Island (opkaldt til ære for Charcots fader, den kjente neurolog Jean-Martin Charcot).
På hjemrejsen blev Punta Arenas anløbet den 11. februar 1910, og den 4. juni samme år ankom skibet til Le Havre.